# Парк Авиаторов (Ростов-на-Дону)
Парк Авиаторов — территория, которая относится к типу городских лесов и располагается в Первомайском районе Ростова-на-Дону по проспекту Шолохова.

## История
Во времена Советского Союза на территории парка проводились различные мероприятия, в том числе и спортивной направленности. В то время здесь была создана асфальтная дорога, которая до XXI века сохранилась в достаточно плохом состоянии. В 2013 году была заасфальтирована 1400-метровая территория парковой зоны, были установлены лавочки и контейнеры для мусора. В выходные парк посещает около 1000 человек. Добровольцы высаживают на территории парка фруктовые деревья, липы, клены и березы. На территории парка отсутствует туалет, также как и полноценное освещение всей территории.
В парке Авиаторов установлен мемориал «Защитникам ростовского неба», в 2015 году на проведение ремонтных работ и реставрацию этого объекта выделялось около 6,5 миллионов рублей. В 2016 году управление благоустройства Первомайского района Ростова-на-Дону объявило аукцион на выбор подрядчика, который будет выполнять обозначенный круг работ. Предполагается, что работы будут вестись на всех объектах, которые включены в состав мемориала, будет отремонтирована стела, обелиск и три пилона-обелиска, расположенных в парке. Стены должны быть облицованы гранитом, старая штукатурка снята, обустроена подсветка.
В мае 2016 года стало известно о намерениях создать в парке Авиаторов велопарк. Для этого на территории парка необходимо создать инфраструктуру для катания на велосипедах, места, в которых можно организовать семейный отдых и заняться спортом.
По состоянию на 2017 год появилась информация, что проходит поиск инвесторов для реконструкции парка Авиаторов. 1 апреля 2017 года в парке было организовано проведение экомарафона, цель которого — очистить территорию от мусора и высадить новые деревья
В 1980-е годы в Ростовской области, в том числе в Парке Авиаторов, действовал серийный убийца Андрей Чикатило.